# Saint-Antoine-des-Champs

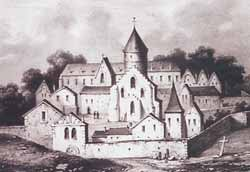
Die Abtei Saint-Antoine-des-Champs

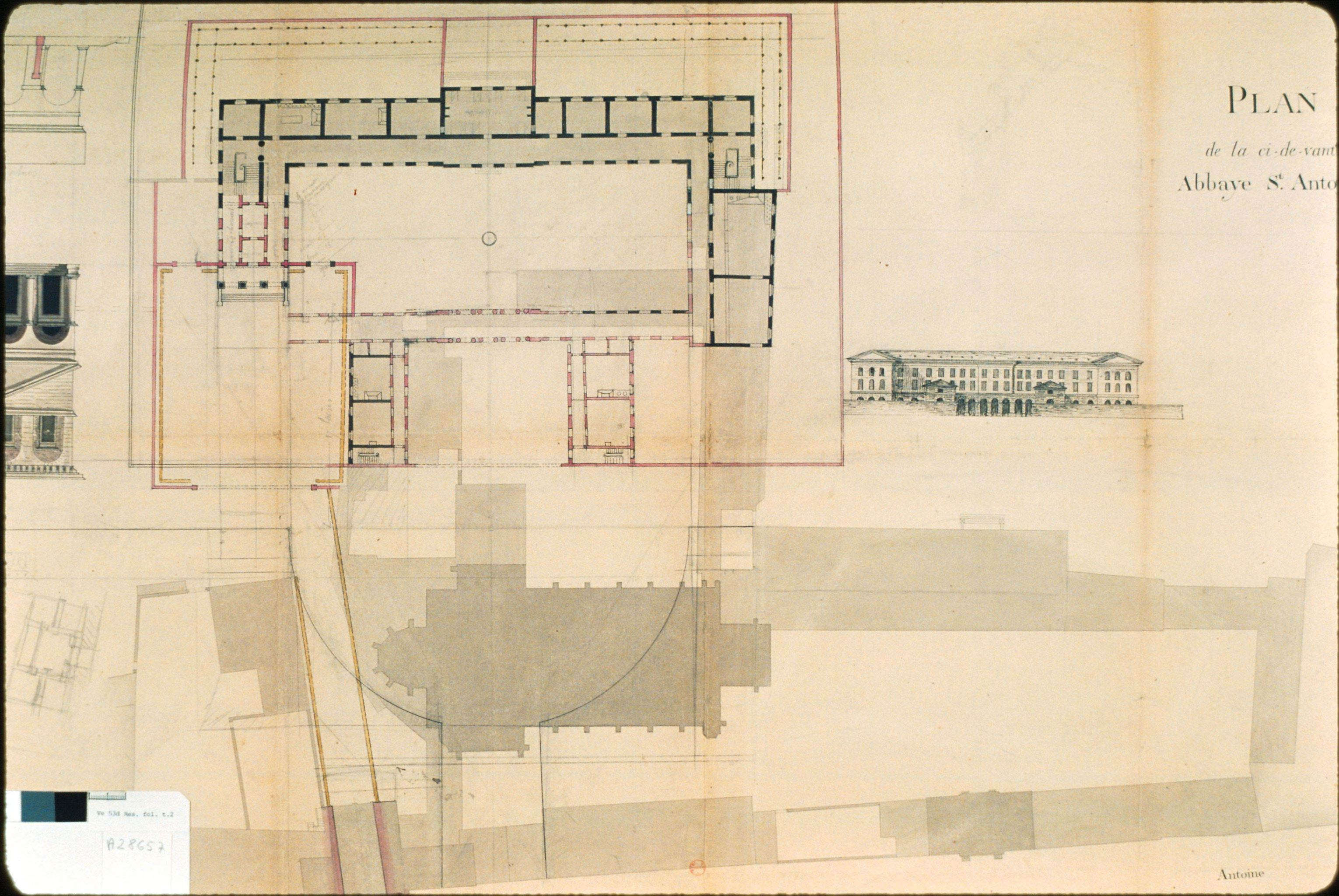
Plan der Abtei um 1800

Die Abtei Saint-Antoine-des-Champs, das heutige Hôpital Saint-Antoine im 12. Arrondissement von Paris spielte im Mittelalter eine bedeutende Rolle. Sie ist die Keimzelle der Faubourg Saint-Antoine.

## Geschichte
Bis zum 12. Jahrhundert war der spätere Standort der Abtei Sumpfland, das durch Bäche, die von den Hügel von Belleville und Ménilmontant bewässert wurde. Lediglich die alte Römerstraße von Paris nach Meaux und Melun (die Verlängerung der späteren Rue Saint-Antoine) durchquerte das Gebiet.
1198 ließ Fulko von Neuilly, der Pfarrer von Saint-Baudile in Neuilly-sur-Marne und Prediger des Vierten Kreuzzugs, hier auf Kosten des Papstes Innozenz III. eine kleine Einsiedelei für Frauen in sozial schwieriger Lage bauen. 1204 wurde der Konvent in eine Zisterzienserinnenabtei umgewandelt und befestigt, die Wassergräben wurden durch Kanäle mit der Seine verbunden. Bewaffnete verteidigten den Ort unter dem Oberbefehl der Äbtissin, der Dame du Faubourg. Die Abteikirche wurde dem heiligen Antonius geweiht.
1229 machte König Ludwig IX. das Kloster zur königlichen Abtei (Abbaye Royale). Die Zuwendungen des Königs strahlten auf die gesamte Siedlung aus, die sich um die Abtei entwickelte. Zahlreiche Handwerker ließen sich hier nieder und gehörten dennoch zu den Pariser Zünften. Nach und nach wurden die Sümpfe trockengelegt, wurde das Gelände dann auch landwirtschaftlich genutzt. Die Nähe der Seine wiederum gestattete einen permanenten Nachschub mit Holz, was zur Ansiedlung von Tischlern führte.
Am 18. August 1239 ließ Ludwig IX. innerhalb der Abtei die Dornenkrone ausstellen, die er Balduin II., dem Lateinischen Kaiser von Konstantinopel abgekauft hatte, bevor er mit der Reliquie in Paris einzog. 1261 bekräftigte er ein Gesetz seines Vorgängers Ludwig VI., das das Streunen lassen von Schweinen in der Stadt untersagte, und von diesem Verbot lediglich die Schweine der Abtei Saint-Antoine ausnahm – unter der Voraussetzung, dass sie eine Schelle umhängen hatten, die zudem mit einem Kreuz versehen war, damit man sie wiedererkenne.
Im Jahr 1471 wurde der Abtei von König Ludwig XI. ein seltenes Privileg zugestanden: sie wurde von der Zugehörigkeit zu den Zünften befreit. So von hohen Steuerzahlungen entbunden, ließen sich viele Handwerker in der Nähe der Abtei nieder. Mehr als 150 Jahre konnte der Vorort von dieser Regelung profitieren.
Mitte des 17. Jahrhunderts gehörten zum Besitz der Abtei rund 50 Straßenzüge. Die Abtei selbst konnte nicht mehr als 20 Frauen aufnehmen.
1767 fügte der Architekt Nicolas Lenoir dem Pfarreigebäude zwei Flügel hinzu und errichtete gleichzeitig das Quartier Aligre auf einem Grundstück, das von der Abtei überlassen worden war, welche auf diese Weise von der Immobilienspekulation profitieren konnte. Das Gesetz vom 13. Februar 1790, mit welchem die Ordensgemeinschaften aufgelöst wurden, leitete das Ende der Abtei ein.
Durch Dekret vom 11. Februar 1791 wurde die Abtei zum Nationaleigentum erklärt. Die Nonnen verließen die Gebäude, das Kloster wurde zum Hospice de l'Est; die Abteikirche wurde 1796 abgerissen. 1802 wurde das Hospice de l’Est zum Hôpital Saint-Antoine umbenannt.
Von der ehemaligen Abtei ist nur der Pavillon de l’Horloge stehen geblieben.

## Die Äbtissinnen
Die Abtei wurde in der Zeit ihres Bestehens von 48 Äbtissinnen regiert, darunter
- Agnès II. Mauvoisin (1233–1240) (Haus Mauvoisin)
- Jeanne V. de Longuejoue (1525–1542)
- Marie II. Le Bouthilier (1636–1652)
- Zwei Töchter von Mathieu Molé, Erster Präsident des Parlements von Paris im 17. Jahrhundert
- Marie-Anne-Éléonore de Bourbon-Condé (1723–1760), Tochter von Louis III. de Bourbon, prince de Condé und
- Gabrielle-Charlotte de Beauvau-Craon, die letzte Äbtissin (Haus Beauvau)

Koordinaten: 48° 50′ 56″ N, 2° 22′ 57″ O